# Suwi
Suwi es una película coproducción de Zambia y Finlandia filmada en colores dirigida por Musola Cathrine Kaseketi y Sandie Banda sobre el guion de Musola Cathrine Kaseketi que se estrenó el 29 de enero de 2010 en Suecia y tuvo como actores principales a Catherine Soko, Chantel Mwabi, Owas Ray Mwape y Jacob Chirwa . La película fue filmada en Lusaka, Zambia.

## Producción
La película se rodó en Zambia con un presupuesto mínimo y al ser presentada en el Festival de Cine de Johannesburgo recibió como premio la posibilidad ser rehecha con los mismos actores, pero ahora con un equipo profesional de filmación, a cuyo efecto viajó uno desde Finlandia para acompañar las grabaciones, entre otras cosas.

## Sinopsis
Una joven que tiene capacidades limitadas a raíz de un accidente que imprimió un cambio dramático a su vida, que incluyó la discriminación en razón de su incapacidad, traba relación con una muchacha cuyos padres murieron por SIDA y debe sobrevivir en la calle.

## La directora
La también activista por los derechos humanos Musola Cathrine Kaseketi es la primera directora de cine profesional femenina de Zambia. En su infancia vio paralizada una de sus piernas por un error médico y eso le causó dificultades de movilidad. Estudió como facilitadora de igualdad de discapacidad con la Organización Internacional del Trabajo y guionó, dirigió y produjo el filme Suwi. Por su labor fue galardonada con el Premio Her Abilities 2018 en el rubro Artes, Cultura y Deporte.

## Reparto
- Catherine Soko	...	Suwilanji 'Suwi' Alinaswe
- Chantel Mwabi	...	Bupe
- Owas Ray Mwape	...	Dr. Chimba
- Jacob Chirwa	...	Sr. Alinaswe
- Charity Chanda Mwamba...	Sra. Alinaswe
- Emmanuel Chishimba	...	Jefe de Chimba
- Mrs. Chishimba	...	esposa del jefe de Chimba
- Kangwa Chileshe	...	Dr. Mwanji
- Chenayi Moyo	...	 Ndina (hermana de Suwi)
- Emma Mukwasa	...	Grannie
- Boyd Nyirenda	...	Tío Ntazana
- Masuthu Kalinda	...	Tía Thelma
- Felix Kalima	...	Mid-man
- Melisa Wakoli	...	Gemela
- Sharon-Rose Wakoli … Gemela
- Jerry Mwewa	...	Tobias
- Nathan Mwela	...	Big Joe
- Sandie Banda	...	padre de Bupe
- Ugochi Blazer		...	Enfermera
- Ruth Phiri	i	...	Mucama
- Rodgers Muzumara	...	Gerente 1 (hombre mayor)
- Luc Moew	...	Gerente 2 (hombre blanco)
- Davie Simelusi	...	Gerente 3 (hombre joven)
- Evans Mwiko	...	técnico de laboratorio
- Mwiza Museteka 	...	Pastor
- Chisanga Kafwimbi	...	Secretaria de YWCA
- Kamutumwa		...	Kizito (novia de Suwi)
- Chama Mwanamweshi	...	Kevin , (novio de Ndina)
- Victor Chikasa	...	fisioterapista
- Victor Mweetwa	...	camionero
- Snicker Machelo	...	Secretaria
- Claudia Sibumba	...	Secretaria
- Jeff Sameja		...	jardinero
- Nito M. Nkhoma	...	conductor de Suwi
- Celvin Nachuma		...	Hospital
- Francis Kankasi		...	Médico de emergencias
- Micheal Mukuka	...	mozo en restaurante
- Herbert Singandu	...	guardia de seguridad
- Rosemary Lungu		...	doliente
- Kelly Lukama		...	doliente
- Lifnet Phiri		...	doliente

## Comentarios
El sitio web demandafrica.com dice que el filme:

”es una historia de varias capas que cuenta una historia aparentemente autobiográfica…trata una amplia gama de temas entretejidos en una película dramática cohesionada. Es un choque de las viejas formas con las modernas. Destaca los estereotipos y los malentendidos en torno a la discapacidad, y aborda cuestiones de pobreza, sida y niños sin hogar.”

El sitio del Festival de Cine de Róterdam escribió:

”Los eventos en la película se relacionan con muchos problemas sociales. El estilo de la película está claramente dirigido a un público amplio. Gracias al apoyo finlandés, el mensaje se pudo presentar de forma convincente y profesional.

## Nominaciones
Por su actuación en este filme, Chantel Mwabi fue nominado al Premio al Mejor Actor Infantil de la Academia Africana de Cine.